# Инглиш, Джордж Летчуорт
Джордж Ле́тчуорт И́нглиш (англ. George Letchworth English; 14 июня 1864, Филадельфия, Пенсильвания — 2 января 1944, Уинтер-Парк, Флорида) — американский коллекционер и торговец минералами. Автор многих статей и лекций по минералогии, обладатель уникальной коллекции. В его честь был назван минерал Инглишит.

## Биография
Отец Джорджа Инглиша был издателем теологической литературы из Филадельфии. Джордж много путешествовал, в частности, в 1891 году посетил Грецию и открыл там новый минерал пенфильдит (Pb2Cl3(OH), названный в честь американского минеролога Сэмюэля Пенфилда (ум. 1905). В 1893 году участвовал со своей коллекцией во Всемирной Выставке в Чикаго. В 1894—1896 совершал путешествия для сбора новых минералов.
Написал работу «The scientific valuation of minerals» («Научная ценность минералов»), опубликованную в American Mineralogist, 12, 197—209, 1927 и представлявшую существенный интерес ещё в 1940-х годах.